# ريتشارد كار (رجل أعمال)
ريتشارد كار (بالإنجليزية: Richard Carr) هو شخصية أعمال بريطاني، ولد في 22 يوليو 1938 في حي كامدن اللندني في المملكة المتحدة.